# Grup Acteó

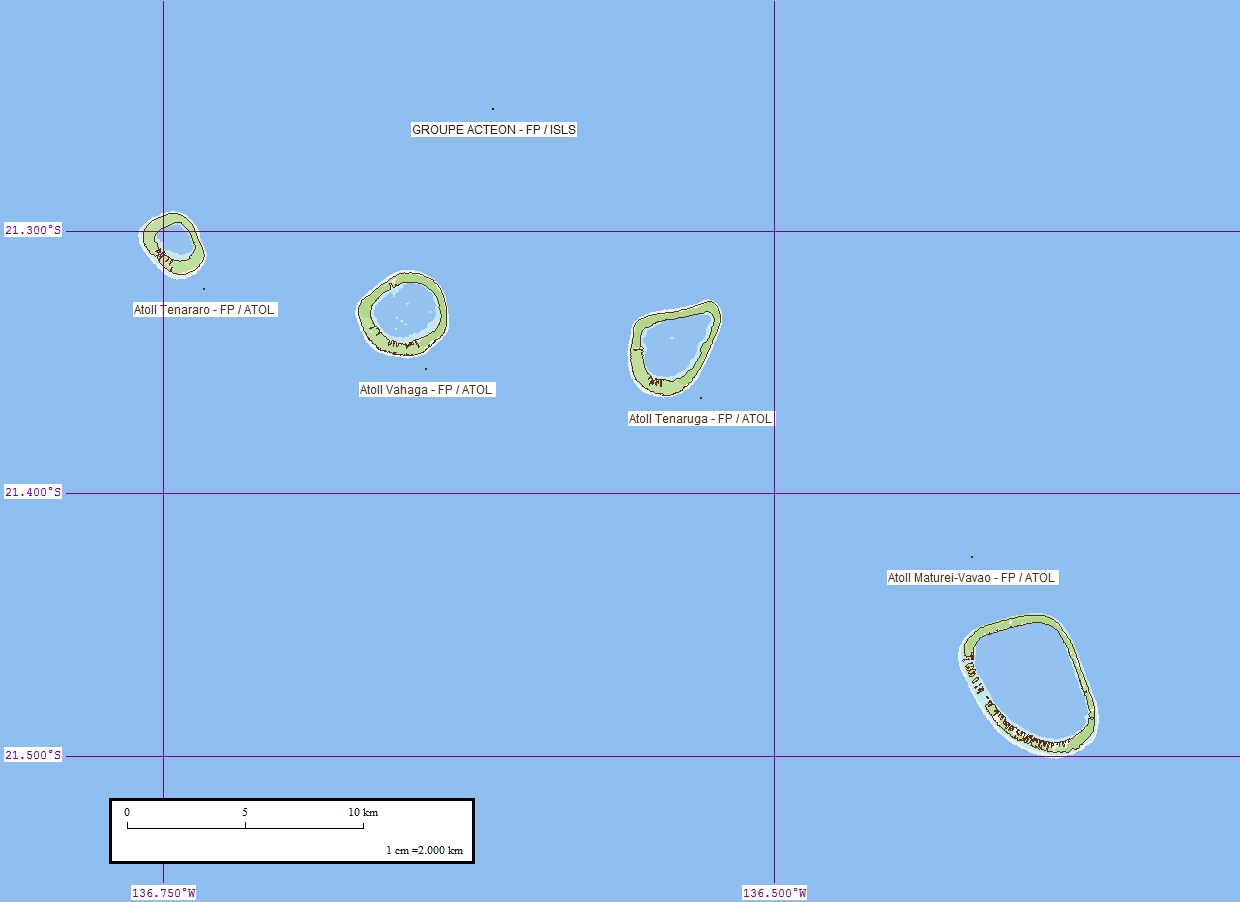
Mapa del grup Acteó

El grup Acteó (en francès Groupe Actéon) és un conjunt de quatre atols situats al sud de les Tuamotu. Són alineats al llarg de 47 km, d'oest a est:
- Tenararo. Coordenades: 21° 18′ S, 136° 45′ O / 21.300°S,136.750°O.
- Vahanga, té una forma circular amb 5 km de diàmetre. Coordenades: 21° 19′ 8″ S, 136° 39′ 38″ O / 21.31889°S,136.66056°O.
- Tenarunga, o Tenania. Coordenades: 21° 21′ S, 136° 32′ O / 21.350°S,136.533°O.
- Matureivavao. Coordenades: 21° 29′ S, 136° 24′ O / 21.483°S,136.400°O.

També s'ha anomenat grup Matureivavao, ja que és el més gran dels quatre amb una superfície de 2,5 km². Són deshabitats i visitats ocasionalment per les plantacions de cocoters. Administrativament depenen de la comuna de les Gambier. Es troben a 225 km de Mangareva.

## Història
Va ser descobert per Pedro Fernández de Quirós, el 5 de febrer de 1606, que el descriu com quatre illes iguals coronades de cocoters. En diferents relacions del viatge surt com las Cuatro Coronadas, las Cuatro Hermanas o las Anegadas. El 1833 es va anomenar Amphtrite, nom d'un vaixell mercant tahitià amb el capità Thomas Ebrill. Però no es van donar a conèixer fins que hi va arribar, el 3 de gener del 1837, el capità lord Edward Russell de l'Actæon. El 1983 van ser devastades pels efectes d'un cicló.